# Velike Lašče
Velike Lašče là một khu tự quản (tiếng Slovenia: občine, số ít – občina) trong vùng Osrednjeslovenska của Slovenia. Velike Lašče có diện tích 103.2 km2, dân số là theo điều tra ngày 31 tháng 3 năm 2002 là 3735 người. Thủ phủ khu tự quản Velike Lašče đóng tại Velike Lašce.